# Dopatrium tenerum
Dopatrium tenerum là một loài thực vật có hoa trong họ Mã đề. Loài này được (Hiern) Eb.Fisch. mô tả khoa học đầu tiên năm 1997.